# بنشی (موسیقی‌دان)
ریچل دوروتیا نایت (به انگلیسی: Rachel Dorothea Knight) که به‌طور حرفه‌ای با نام بنشی (به انگلیسی: Banshee) شناخته می‌شود موسیقی‌دان هوی متال آمریکایی ساکن لس آنجلس می‌باشد. وی از سال ۲۰۱۸ فعالیت خود را آغاز کرده و با سبک منحصربه‌فرد «فِری متال» شناخته می‌شود؛ ؛ اشعار آثارش با صراحت علیه زن‌ستیزی، سوءاستفاده و رفتارهای شکارگرانه، که از تجربه‌های او در صحنهٔ متال نشئت گرفته‌اند، موضع‌گیری می‌کنند.

## اوایل زندگی
نایت در خانواده‌ای با باورهای یهودی محافظه‌کار بزرگ شده‌است. او و دو برادر کوچک‌ترش همگی مراسم بر/بت‌میتصوا را برگزار کردند و در یک مدرسه یهودی روزانه تحصیل کردند؛ همچنین، نایت به مدت چهار سال در یک اردوگاه تابستانی یهودی شرکت کرد.
نایت از سنین پایین به موسیقی علاقه‌مند شد و از آوریل لوین و گرین دی الهام گرفت. او از هشت‌سالگی نواختن گیتار را آغاز کرد و در گروه‌های محلی مختلفی به اجرا پرداخت، اما در نهایت به دنبال تهیه‌کنندگی موسیقی رفت، چرا که باور نداشت بتواند به‌عنوان یک موسیقیدان گمنام امرار معاش کند. نایت در ابتدا طرفدار موسیقی ایمو بود، اما پس از تماشای اجرای گروه لمب آو گاد در کلاس هشتم، با سبک هوی متال آشنا شد و از سن ۱۵ سالگی با کمک ویدئوهای ملیسا کراس، مدرس سرشناس صدای متال، جیغ‌زدن را آموخت. سپس به‌عنوان یک تهیه‌کنندهٔ محلی در سبک متال مشغول به کار شد.